# 酒盗
酒盗（しゅとう）とは、カツオの塩辛である。ただし、カツオの塩辛（かつお酒盗）のほかマグロの塩辛（まぐろ酒盗）などを含むこともある。柚子や唐辛子で風味をつけたものなどもある。また、胃腸だけを調味加工したものは飯盗ともいう。

## 概要
本来は鰹節製造の際に除去される副産物の内臓を塩蔵、熟成させたもので、主に胃腸と幽門垂（みのわた）を用いる。土佐藩第12代藩主山内豊資が土佐清水でこれを振舞われた際に名づけたという伝承がある。
カツオは秋季の脂肪の多いものは油焼けによる臭いなどの原因となるため、春季から夏季に漁獲される新鮮な脂肪の比較的少ないものがよいとされる。
原料を洗浄後、30分から1時間かけて水晒しを行い、適当な大きさに切る。これに30%量の食塩を混和して容器に詰め、密封、貯蔵して熟成させる。熟成を進めるために、最初の7日間は毎日2回、20日目までは1日1回、それ以降は時々攪拌して3箇月以上かけて熟成させる。
このような従来の塩辛は塩分が強いため、酢や酒で洗ったり、みりんや砂糖で調味して食卓に上げることが多かった。
そのため市販品では、一次製品（塩蔵製品）10キログラムに対して20%アルコール5リットルを加えて洗った上で遠心分離を行い、さらに同量の2％酢酸を加えて洗い、再び遠心分離を行って塩分を下げてから調味加工を行うようになった。
調味液には、砂糖、みりん、清酒、水飴、蜂蜜、グルタミン酸ソーダ、オニオン、ガーリック、カラシ粉などを用いる。
酒盗を毎日食べ続けると、口臭が消えるという言い伝えがある。

## ワタガラス
沖縄県においても、カツオの胃腸を用いた塩辛である酒盗が「ワタガラス」の名称で発売されている。沖縄の方言で、「ワタ」は内臓（はらわた）、「カラス」は塩辛を意味する。泡盛を用いているのが特徴である。